# 雷德航空203号班机事故
雷德航空203号班机（L5203/REA203）是雷德航空从多米尼加共和国圣多明各飞往迈阿密的定期国际商业客运航班。2022年6月21日，运营此趟航班的麦道 MD-82于美东时间17:35在迈阿密国际机场降落时飞机起落架倒塌并偏出跑道，导致飞机左翼撞击接受系统，随后起火。该事件导致三人受轻伤住院。

## 涉事飞机
涉及该事故的飞机是一架麦道MD-82客机，注册编号为HI1064，序列号为53027。这架飞机于1990年12月首次交付予美国航空，并一直运行至2014年8月。这架飞机随后被封存至2017年8月，并被激光航空收购。这架飞机之前被涂上了橙色航空的涂装，但从未在该航空公司服役。该飞机随后于2021年2月移交至激光航空的子公司雷德航空。

## 乘客和机组人员
事故航班上共有140名乘客，130名乘客和10名机组人员。据机场官员报告称，机上所有乘客以及机组全数生还。当地消防救援部门报告，机上有3人受轻伤，已被送医医治。

## 事件
据Flightradar24以及初步事故调查报告，雷德航空203号航班在延误了将近36分钟后于下午3:35从多米尼加共和国的亚美利加国际机场起飞，并于下午5:38在迈阿密国际机场09号跑道降落。2022年6月21日的飞行时间为2小时3分钟。在着陆过程中，飞机的左主起落架倒塌，导致飞机的左翼刮伤了跑道。就在飞机完全停止之前，右起落架和前起落架也相继倒塌，导致飞机机头受损，右翼起火。消防员赶到现场时发现飞机有燃油泄漏。据报道，飞机在起火前还与一座下滑道仪器相撞。飞机停下后约5秒，乘客开始撤离飞机并携带个人物品撤离飞机。这是雷德航空首次发生机身损毁事故的飞机。

### 事件录像
在迈阿密国际机场的闭路电视摄像机和地勤员工的手机拍摄到了飞机接地至乘客撤离飞机时的场景。还有视频是由机上的一名乘客录制的。第一个视频显示了飞机在左起落架倒塌前的硬着陆和异常振动。在第一个视频的结尾可以听到左起落架的倒塌声。第二个视频显示了记录下飞机镜头的乘客。还有其他视频显示了飞机在着陆后到完全煞停后的录像。
美国国家运输安全委员会正在现场调查这起事故并已经发布了初步事故调查报告。

## 事故调查
首席调查员萨斯亚·席尔瓦博士将会在迈阿密领导由九名调查员组成的团队，多明尼加共和国也派出了代表团队协助调查。席尔瓦博士及其团队成员于6月22日上午会见了应急响应人员，并控制了事故现场。驾驶舱语音记录仪和飞行数据记录仪已从飞机上回收，并于6月23日运往华盛顿的NTSB实验室。飞行数据记录器 (FDR) 和驾驶舱语音记录器 (CVR) 均成功提取数据。

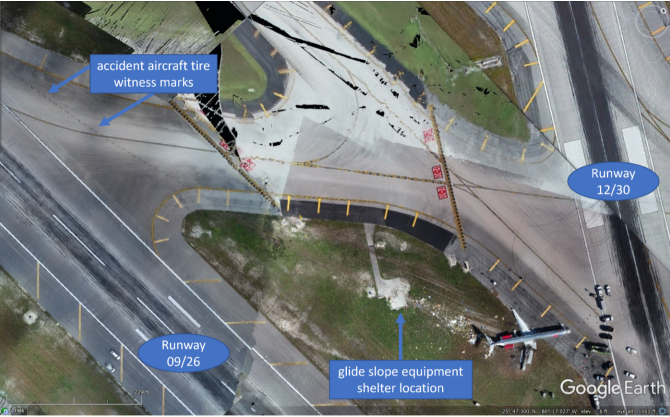
事故现场的航拍图，摄于2022年6月23日。

根据美国国家运输安全委员会所发表的初步事故调查报告 , 当天天气状况良好，能见度大于10英里，风速为10节且风向为050。 当天是由坐在右边的副机长来执行降落，而机长负责监视仪表且观察降落是否稳定。 此次航班的进近使用的是仪表着陆系统（ILS）并使用跑道09进行降落。根据机组成员的描述，降落以及进近环节都无异常。接地时，右主起落架先接地然后左主起落架在中线偏右处接地。左主起落架接地后，机组能明显的感觉到飞机左侧开始强烈震动。在煞停过程中，飞机坐左主起落架坍塌并开始向左偏移，在偏移途中还撞到了跑道30的下滑道设施，前起落架以及右主起落架也相继倒塌同时油箱也遭到损毁造成右翼起火。

## 类似事件
- DHL航空快運7216號班機事故
- 阿聯酋航空521號班機事故
- 西藏航空9833号班机事故
- 聯邦快遞910號班機事故